# Autonomous sensory meridian response

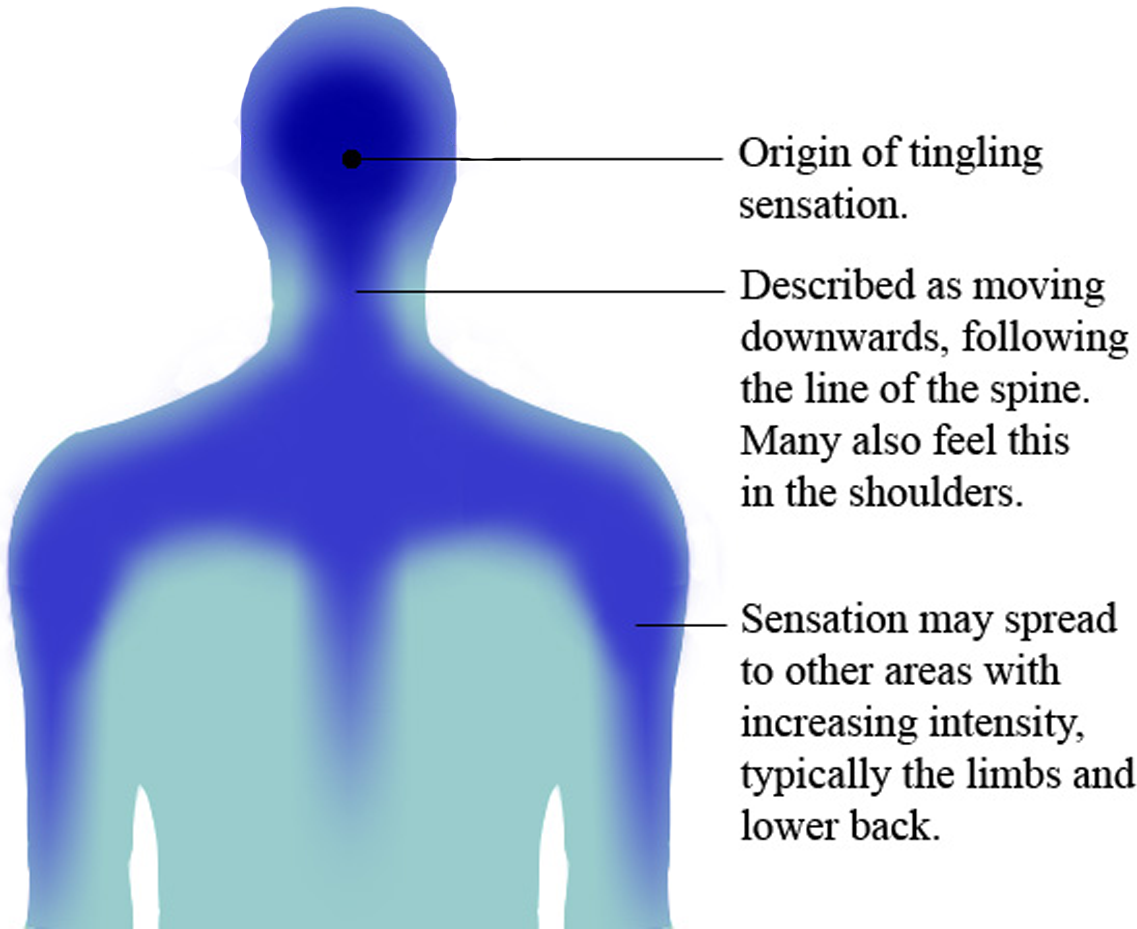
Illustrazione della via neurale delle sensazioni di formicolio indotte dall'ASMR.

La autonomous sensory meridian response (letteralmente «risposta sensoriale meridiana autonoma»; in sigla ASMR) è una sensazione di formicolio lieve in varie parti del corpo, perlopiù accompagnata da uno stato di rilassamento mentale di chi la sperimenta. A suscitarla concorrono numerosi stimoli: cerebrali (pensieri o idee) oppure di natura visiva, uditiva o tattile, percepiti da un soggetto in modo attivo o passivo.
I sostenitori descrivono le tecniche utilizzate e la visione di filmati ASMR come un approccio all'auto-aiuto, non essendo riconosciute come ipnositerapia o tecniche di psicoterapia, anche per l'insufficiente quantità di studi scientifici sul fenomeno. Ciò ha recentemente favorito la pubblicazione di numerosi contenuti audio-video che trattano di questo tipo di intrattenimento, per esempio sulle piattaforme YouTube o Twitch.

## Origine del termine nella cultura di massa
Secondo un articolo pubblicato sul sito Know Your Meme, il termine fu usato la prima volta il 25 febbraio 2010 nel gruppo Facebook Autonomous Sensory Meridian Response Group dopo essere stato inventato dalla fondatrice Jennifer Allen (conosciuta come "Envelope Nomia" su Facebook) rispondendo ai messaggi di molte persone sul forum SteadyHealth, che discutevano di una sensazione molto comune inspiegata. Allen spiegò che "autonoma" si riferisce alla idiosincrasia che colpisce alcune persone che sperimentano alcuni trigger ASMR, dal momento che il tipo di reazione varia da individuo a individuo, e che aveva adottato il termine "meridian", da intendersi come eufemismo per orgasmo, per conferire un tono ufficiale all'espressione (magari con un richiamo ai meridiani della medicina tradizionale cinese).
Le discussioni in rete dei gruppi, come quello su Yahoo! chiamato Society of Sensationalists, fondato nel 2008, o il blog The Unnamed Feeling di Andrew MacMuiris, creato nel 2010, sono mirati a offrire alla comunità materiale per saperne di più su questa sensazione, condividendo idee ed esperienze personali. Alcuni nomi alternativi per l'ASMR, nati durante gli scambi di opinioni in questi gruppi comprendono Attention Induced Head Orgasm, Attention Induced Euphoria e Attention Induced Observant Euphoria. Altre espressioni per descrivere queste sensazioni sono "orgasmo cerebrale" (talvolta anche nella sua forma inglese contratta "braingasm", da "brain orgasm" appunto), "massaggio cerebrale", "formicolio alla testa", "formicolio cerebrale", "orgasmo mentale", "formicolio spinale" .
Spesso vengono associati al mondo dell'ASMR anche i video del pittore e personaggio televisivo statunitense Bob Ross, nonostante non fossero nati con questo scopo. In questi video, Bob Ross impartiva lezioni di pittura filmate all'interno di uno studio dallo sfondo scuro, dove venivano inquadrati solo lui e gli strumenti da lavoro. Nella gran parte degli episodi non c'era un accompagnamento musicale (eccetto la sigla e i titoli di chiusura), quindi la voce di Bob Ross e i rumori del pennello sulla tela erano gli unici suoni che accompagnavano il telespettatore durante la puntata. Esistono addirittura alcuni video di Bob Ross che vengono pubblicati con la dicitura "ASMR" all'interno del titolo.

## Diffusione mediatica
Una conferenza nel Regno Unito (Boring 2012) inserì i video ASMR nella lista degli argomenti da affrontare. I resoconti da questa conferenza, secondo quanto riportato dalla rivista online Slate, mostrano come il musicista e giornalista Rhodri Marsden abbia introdotto l'ASMR (qui chiamato come Auto-Sensory Meridian Response), presentando il fenomeno come un tipo di video role-play (gioco di ruolo) su YouTube a sfondo non sessuale. Un programma radiofonico del dicembre 2012 trasmise l'intervista con un uomo che affermava di provare l'ASMR, includendo una discussione sul fenomeno e su cosa glielo provocasse: durante questa trasmissione fu identificato con il nome di "head orgasm". L'espressione che può destare ambiguità, avrebbe potuto indicare una fruizione traslata dietro l'uso ASMR del termine, sopravvalutato come qualcosa legato ad una attrazione sessuale. Sebbene chi conosca l'ASMR non sia d'accordo, affermando che non è associato ad un'eccitazione sessuale, quanto piuttosto ad un effetto calmante o rilassante, spesso suscitando le proteste da parte degli artisti, artiste e fruitori di video ASMR.
Articoli sul Huffington Post suggeriscono certi tipi di stimoli (triggers) per provocare l'ASMR. Gli articoli scientifici parlano di piacevoli brividi o formicolii percepiti sulla testa e affermano che certi trigger, come video su YouTube o l'ascolto di persone che bisbigliano, stimolano la sensazione. Altri tipi di stimoli possono includere l'osservazione di lavori, il parlare a bassa voce (soft-speaking), il gioco di ruolo e la musica. L'ASMR fu nominato anche in un articolo su Kotaku che affermava come il fenomeno fosse associabile a quello dei toni binaurali, quando entrano in gioco certi stimoli sensoriali, come il bisbiglìo, stimolando sensazioni di formicolio ed euforia.
Un articolo a proposito del fenomeno dei "brividi" indotti da particolari momenti in un brano musicale, specifica le differenze evidenziate dagli utenti di Reddit, nella sezione ASMR, tra la valenza psicologica dell'ASMR e i brividi di freddo. Un post simile apparve sulla rivista musicale britannica NME, menzionando le differenze tra ASMR e la pelle d'oca. Fu notato come sebbene i fenomeni evocati siano molto simili, gli stati emozionale e psicologico dell'osservatore sono diversi. Lo scrittore Sean T. Collins citò il professore dell'Università statale dell'Ohio David Huron, che insegnava nella Scuola di Musica dell'ateneo, il quale affermava che l'ASMR e brividi di freddo sono differenti: '"L'effetto [ASMR] è chiaro sia fortemente correlato alla percezione di un atteggiamento non minaccioso e di un'attenzione altruista," dice Huron, il quale nota come ci sia una profonda affinità con il grooming di altri primati. "I primati traggono enorme piacere (se non quasi euforia) quando ricevono le attenzioni di un partner intento nella toilettatura."' E non praticano la toilettatura tra di loro solo per rendersi più puliti, ma piuttosto per stabilire un forte legame sociale o affettivo. L'esposizione eccessiva potrebbe dare luogo – secondo La Repubblica – a una nuova "ossessione web".
L'ASMR è stato protagonista di vari servizi giornalistici audio e video. Ci sono state anche disamine su pubblicazioni cartacee e online.  Un podcast del The McGill Daily ricordò l'elevata quantità di video ASMR su YouTube e di come persone diverse descrivessero la loro particolare esperienza riguardo a tale sensazione.
Un programma della radio pubblica di Chicago WBEZ, chiamato This American Life, trasmise una storia della romanziera americana Andrea Seigel sulla sua esperienza con l'ASMR.
Nel 2022 una prima mostra a Londra è stata dedicata al mondo Asmr. 

### Il sottogenere a luci rosse
Se la stragrande maggioranza di prodotti multimediali punta fin dagli esordi a produzioni audio-video, percepite come strumenti di supporto rilassanti (quasi tutti gratuiti) per un pubblico di utenti affetti da PTSD, ansia, depressione, insonnia, solitudine, che esulano dall'idea di essere una moda o un fenomeno di costume, parallelamente si è diffuso un intrattenimento audio-video, non sempre distinguibile da quello "vero", dagli effetti opposti e per una utenza «molto diversa». Si tratterebbe di un "impero di sensi web" per Il Giornale.
Questo ha provocato equivoci e addirittura rimozione di contenuti di video per il rilassamento in alcuni Paesi come la Cina, ritenendoli troppo "sensuali". Ciononostante, secondo una ricerca del 2015 che ha preso in esame gli utenti dei video negli Stati Uniti e nell’Europa occidentale, l’82% degli intervistati ha riferito di ascoltare gli ASMR come aiuto per dormire, il 70% per diminuire lo stress e solo il 5% ha risposto di usarli a scopo sessuale. Sul solo YouTube, su circa 13 milioni di risultati di ASMR (al 2018) solo un milione sono riferibili alla chiave di ricerca "sexy ASMR".
Negli ultimi tempi a fermare l'escalation e la derugulation si è avviata una lunga fase di revisione dei vecchi video, imponendo limiti d'età di accesso, bloccando le artiste e gli hashtag (e quindi i video) più "scottanti" in tutti i portali, apportando l'avviso inglese: «This video has been removed» (trad.: il video è stato rimosso), decretando così anche un minore ingresso di introiti in termini di monetizzazione e di popolarità.

## Interesse scientifico
Steven Novella, direttore di Neurologia Generale alla Scuola di Medicina dell'Università di Yale e attivo sostenitore dei dibattiti sullo scetticismo metodologico, scrisse sul suo blog sulle neuroscienze a proposito della mancata indagine scientifica sull'ASMR, affermando che per studiare il cervello delle persone che sperimentano l'ASMR, rispetto a quelle che non lo sperimentano, si dovrebbero utilizzare le tecnologie per la risonanza magnetica funzionale e la stimolazione magnetica transcranica. Novella propone il concetto di neurodiversità e ricorda come la complessità del cervello umano sia un fattore rilevante nello sviluppo dei comportamenti lungo la scala evolutiva temporale. Suggerisce anche la possibilità che l'ASMR sia un tipo di piacevole perdita del controllo o un altro modo per ottenere una risposta sensoriale al piacere.
Tom Stafford, docente di psicologia e scienze cognitive all'Università di Sheffield, ha dichiarato a The Independent:

### Whisperingerole-plays
Un metodo diffuso per stimolare questo meccanismo, nonché una delle tante tipologie di "video ASMR", è l'ascolto di voci sussurrate. Come si evince da YouTube, i creatori di una grande quantità di video e registrazioni audio sono soliti sussurrare o comunicare dolcemente verso la telecamera o dentro a strumenti per la registrazione. Esistono inoltre diverse tipologie di sussurro, comunemente classificate in base all'intonazione (soft spoken, soft whispering, whispering, soft inaudible e inaudible). I brividi provocati vengono indicati col termine inglese triggers, che identifica anche il suono che li causa. Questi triggers possono essere auditivi o visivi (visual triggers).
Oltre al whispering (sussurro), vi sono molti video e registrazioni audio di role-play (gioco di ruolo) intesi a stimolare l'ASMR. Alcuni esempi prevedono il simulare il taglio dei capelli, una visita dal dottore o sedute di terapia. Sebbene queste situazioni siano create e recitate appositamente dai creatori ASMR artist, alcuni ascoltatori o spettatori affermano che l'ASMR risolve problemi d'insonnia, sensazioni di ansia o attacchi di panico, da cui il paragone fatto da alcuni psicologi con tecniche ormai riconosciute come mindfulness, ipnosi (per la somiglianza di alcuni trigger, come il whispering e la voce suadente, con le tecniche d'ipnoterapeuti professionisti) e ricerca di coerenza cardiaca.
La mancanza di prove scientifiche non permette di riconoscere l'ASMR come un reale fenomeno fisiologico, così come tutti i benefici riscontrati derivano da esperienze e percezioni personali.
Chi crea questi video di whispering e giochi di ruolo ha il chiaro obiettivo di suscitare uno stato di rilassamento mentale o di indurre la piacevole sensazione dell'ASMR.
Poiché molti dei trigger riconosciuti per provocare l'ASMR coinvolgono particolari situazioni uditive o tattili osservabili dagli spettatori/ascoltatori, è stato notato che questi eventi fondono sensazioni di ascolto e contatto stimolando effetti fisiologici e somatosensoriali.